# NGC 2153
NGC 2153 ist ein offener Sternhaufen im Sternbild Dorado in der Großen Magellanschen Wolke.
Das Objekt wurde am 3. Januar 1837 von John Herschel entdeckt.